# Большая книга
«Больша́я кни́га» — российская литературная премия за лучшее прозаическое произведение на русском языке. Учреждена в 2005 году. 

## Учредители
Учредителем национальной литературной премии «Большая книга» является российская культурная организация — Некоммерческое партнерство «Центр поддержки отечественной словесности» (председатель совета — Владимир Григорьев, генеральный директор — Татьяна Восковская).
Соучредители:
- Министерство культуры Российской Федерации;
- Министерство цифрового развития, связи и массовых коммуникаций Российской Федерации;
- Институт русской литературы Российской академии наук;
- Российский книжный союз;
- Российская библиотечная ассоциация;
- Всероссийская государственная телевизионная и радиовещательная компания;
- ТАСС;
- Газпром-Медиа Холдинг;
- Издательский дом «Комсомольская правда».

Участники Партнерства: Альфа-Банк, группа компаний «Ренова», Роман Абрамович, Александр Мамут, сервис электронных и аудиокниг «ЛитРес», сеть книжных магазинов «Читай-город», торговый дом «ГУМ», журнал «Медведь», группа компаний «Видео Интернешнл».
Учредители представлены Советом попечителей премии. В настоящее время в Совет попечителей входят:
- первый заместитель председателя совета директоров «Альфа-Банка», вице-президент Конгресса муниципальных образований Олег Сысуев — председатель Совета;
- чрезвычайный и полномочный посол Российской Федерации в Ватикане Александр Авдеев;
- директор Института русской литературы РАН член-корреспондент РАН Всеволод Багно;
- генеральный директор ВГТРК Олег Добродеев;
- руководитель Роспечати Михаил Сеславинский;
- президент Российского книжного союза, экс-председатель Счётной палаты РФ Сергей Степашин;
- президент Российской государственной библиотеки Виктор Фёдоров;
- президент Фонда социально-экономических и интеллектуальных программ Сергей Филатов;
- специальный представитель Президента России по международному культурному сотрудничеству Михаил Швыдкой.

Принцип финансирования — проценты по вкладу учредителей «Центра поддержки отечественной словесности».

## Порядок присуждения премии

### Формирование «длинного списка»
В конкурсе на соискание премии могут участвовать как опубликованные произведения, так и рукописи всех прозаических жанров, включая мемуары, жизнеописания и другую документальную прозу. Выдвинуть произведение или рукопись на конкурс могут издательства, члены Литературной академии, СМИ, творческие союзы, а также органы государственной власти (федерального и регионального уровня). Опубликованное произведение также может быть выдвинуто автором. Произведение должно быть опубликовано (подписано в печать) либо в предыдущем премии году, либо в срок до 28 февраля года премии, когда заканчивается приём работ на соискание.
Совет экспертов отбирает номинантов из поступивших заявок для «длинного списка» (не имеющего ограничений по числу произведений). Каждая выдвинутая работа оценивается не менее чем двумя экспертами и рекомендуется (или отклоняется). Общий список в итоге составляется до 30 апреля и оглашается председателем совета экспертов и публикуется на официальном сайте премии.

### Формирование «короткого списка»
В «короткий список» («Список финалистов») включается от 8 до 15 работ из «длинного списка». По каждому произведению принимается коллегиальное решение, при этом за включение должно высказаться большинство экспертов Совета (председателем Совета экспертов все с учреждение премии до 2022 года премии являлся заместитель главного редактора журнала «Новый мир» Михаил Бутов). С 2023 года по настоящее время председателем совета экспертов является Дмитрий Данилов. В срок до 31 мая список должен быть объявлен советом экспертов и опубликован на официальном сайте премии.

### Определение победителя
Жюри премии представлено членами Литературной академии — сотней профессиональных литераторов и издателей, деятелей культуры и искусства, научных работников, общественных и государственных деятелей, журналистов и предпринимателей. Председателями Литературной академии являлись:
- 2005—2006 — писатели Даниил Гранин и Эдвард Радзинский[14];
- 2006—2007 — писатель Владимир Маканин[15];
- 2007—2008 — писатель Андрей Битов[16];
- 2008—2011 — писатель, журналист, главный редактор «Литературной газеты» Юрий Поляков и историк, писатель, телеведущий Александр Архангельский[17];
- с 2012 года — литературный критик, проректор РГГУ Дмитрий Бак[18].

Члены Литературной академии знакомятся с произведениями из «Списка финалистов» и голосуют. По числу поданных баллов определяются лауреаты первой, второй и третьей премий. Члены жюри могут созвать очное заседание Литературной академии, если необходимо решить вопрос о присуждении или неприсуждении одной или нескольких премий (включая дополнительные). Денежное вознаграждение составляет:
- за первую премию — 3 000 000 рублей;
- за вторую премию — 1 500 000 рублей;
- за третью премию — 1 000 000 рублей[19].

### Определение приза читательских симпатий
После объявления «Списка финалистов» открывается читательское голосование. Первые три работы, получившие наибольшее число баллов от читателей, награждаются памятными статуэтками. С 2008 года с текстом конкурсных работ возможно ознакомиться.

## Лауреаты

### 2005—2006
Первый сезон премии был объявлен 14 ноября 2005 года.
«Длинный список» из 71 произведения был объявлен 26 апреля 2006 года.
«Список финалистов» из 15 произведений был объявлен 30 мая 2006 года на специальном «Литературном обеде» в ГУМе.
Итоги первого сезона были подведены 22 ноября 2006 года:
- Первая премия — Дмитрий Быков за биографию «Борис Пастернак».
- Вторая премия — Александр Кабаков за роман «Всё поправимо».
- Третья премия — Михаил Шишкин за роман «Венерин волос».
- Премия «За вклад в литературу» — Наум Коржавин за мемуары «В соблазнах кровавой эпохи».
- Приз читательских симпатий — Алексей Иванов за роман «Золото бунта», Дмитрий Быков за биографию «Борис Пастернак», Людмила Улицкая за роман «Люди нашего царя».

### 2006—2007
Второй сезон премии был объявлен 28 ноября 2006 года.
«Длинный список» из 45 произведений.
«Список финалистов» из 12 произведений.
Итоги второго сезона были подведены 22 ноября 2007 года в Доме Пашкова:
- Первая премия — Людмила Улицкая за роман «Даниэль Штайн, переводчик».
- Вторая премия — Алексей Варламов за биографию «Алексей Толстой».
- Третья премия — Дина Рубина за роман «На солнечной стороне улицы».
- Премия «За вклад в литературу» — Андрей Битов и Валентин Распутин.
- Премия «За честь и достоинство» — Илья Кормильцев (посмертно).
- Приз читательских симпатий — Людмила Улицкая за роман «Даниэль Штайн, переводчик», Дина Рубина за роман «На солнечной стороне улицы», Виктор Пелевин за роман «Empire V».

### 2007—2008
Третий сезон премии был объявлен 27 ноября 2007 года. Приём работ завершился 29 февраля 2008 года.
«Длинном списке» из 45 произведений.
«Список финалистов» из 10 произведений.
Итоги третьего сезона были подведены 25 ноября 2008 года в Доме Пашкова:
- Первая премия — Владимир Маканин за роман «Асан».
- Вторая премия — Людмила Сараскина за биографию «Александр Солженицын».
- Третья премия — Рустам Рахматуллин за книгу эссе «Две Москвы, или Метафизика Столицы».
- Премия «За честь и достоинство» — Александр Солженицын (посмертно).
- Приз читательских симпатий — Рустам Рахматуллин за книгу эссе «Две Москвы, или Метафизика Столицы», Владимир Костин за сборник повестей и рассказов «Годовые кольца», Людмила Сараскина за биографию «Александр Солженицын».

### 2008—2009
Приём работ завершился 28 февраля 2009 года.
«Длинный список» из 48 произведений.
«Список финалистов» из 13 произведений.
Итоги четвёртого сезона были подведены 26 ноября 2009 года в Доме Пашкова:
- Первая премия — Леонид Юзефович за роман «Журавли и карлики».
- Вторая премия — Александр Терехов за роман «Каменный мост».
- Третья премия —Леонид Зорин за сборник «Скверный глобус».
- Премия «За честь и достоинство» — Борис Васильев[31].
- Приз читательских симпатий — Андрей Балдин за книгу эссе «Протяжение точки», Леонид Юзефович за роман «Журавли и карлики», Мариам Петросян за роман «Дом, в котором…»[32].

### 2009—2010
Приём работ завершился 28 февраля 2010 года.
«Длинный список» из 49 произведений был объявлен 15 апреля 2010 года.
«Список финалистов» из 14 произведений был объявлен 19 мая 2010 года.
Итоги пятого сезона были подведены 23 ноября 2010 года в Доме Пашкова:
- Первая премия — Павел Басинский за исследование «Лев Толстой. Бегство из рая».
- Вторая премия — Александр Иличевский за роман «Перс».
- Третья премия — Виктор Пелевин за роман «t».
- Премия «За вклад в литературу» — Антон Чехов (посмертно, была передана Чеховской комиссии РАН).
- Приз читательских симпатий — Виктор Пелевин за роман «t», Евгений Клюев за роман «Андерманир штук», Михаил Гиголашвили за роман «Чёртово колесо».

### 2010—2011
Приём работ завершился 28 февраля 2011 года.
«Длинный список» из 40 произведений был объявлен 20 апреля 2011 года.
«Список финалистов» из 10 произведений был объявлен 25 мая 2011 года.
Итоги шестого сезона были подведены 29 ноября 2011 года в Доме Пашкова:
- Первая премия — Михаил Шишкин за роман «Письмовник».
- Вторая премия — Владимир Сорокин за повесть «Метель».
- Третья премия — Дмитрий Быков за роман «Остромов, или Ученик чародея».
- Премия «За вклад в литературу» — Питер Мейер (Peter Mayer).
- Премия «За честь и достоинство» — Фазиль Искандер.
- Приз читательских симпатий — Михаил Шишкин за роман «Письмовник», Дмитрий Быков за роман «Остромов, или Ученик чародея», Юрий Буйда за роман «Синяя кровь».

### 2011—2012
Приём работ завершился 29 февраля 2012 года.
«Список финалистов» из 14 произведений был объявлен 30 мая 2012 года.
Итоги седьмого сезона были подведены 27 ноября 2012 года в Доме Пашкова:
- Первая премия — Даниил Гранин за роман «Мой лейтенант…».
- Вторая премия — Александр Кабаков и Евгений Попов за произведение «Аксёнов».
- Третья премия — Марина Степнова за роман «Женщины Лазаря».
- Премия «За вклад в литературу» — Антуан Галлимар (глава старейшего издательства Франции «Галлимар»).
- Премия «За честь и достоинство» — Даниил Гранин.
- Приз читательских симпатий — архимандрит Тихон (Шевкунов) за «„Несвятые святые“ и другие рассказы», Мария Галина за книгу «Медведки», Марина Степнова за роман «Женщины Лазаря».

### 2012—2013
«Длинный список»  из 36 произведений.
Итоги восьмого сезона были подведены 26 ноября 2013 года в Доме Пашкова:
- Первая премия — Евгений Водолазкин за роман «Лавр».
- Вторая премия — Сергей Беляков за книгу «Гумилёв сын Гумилёва».
- Третья премия — Юрий Буйда за роман «Вор, шпион и убийца».
- Премия «За вклад в литературу» — Евгений Евтушенко.
- Приз читательских симпатий — Майя Кучерская за книгу «Тетя Мотя», Сергей Беляков за книгу «Гумилёв сын Гумилёва», Евгений Водолазкин за роман «Лавр».

### 2013—2014
«Длинный список»  из 29 произведений.
Итоги девятого сезона были подведены 25 ноября 2014 года в Доме Пашкова:
- Первая премия — Захар Прилепин за роман «Обитель».
- Вторая премия — Владимир Сорокин за роман «Теллурия».
- Третья премия — Владимир Шаров за роман «Возвращение в Египет».
- Премия «За вклад в литературу» — Леонид Зорин.
- Приз читательских симпатий — Светлана Алексиевич за книгу «Время секонд хэнд», Захар Прилепин за роман «Обитель», Алексей Макушинский за книгу «Пароход в Аргентину».

Литературный критик Мария Ремизова считает, что награждение Прилепина было социально значимо: «В данном случае приз получила не литература, а нынешняя социальная истерика, и Прилепин в этой истерике — знаковая фигура. Ни Шарова, ни Сорокина я высоко не оценю — все это не настоящее, а главное, что всё очень плохо сделано. Стилистически это совершенно беспомощно, это не литература, а суррогат».

### 2014—2015
«Длинный список»  из 30 произведений.
Итоги десятого сезона были подведены 10 декабря 2015 года в Доме Пашкова:
- Первая премия — Гузель Яхина за роман «Зулейха открывает глаза».
- Вторая премия — Валерий Залотуха за роман «Свечка».
- Третья премия — Роман Сенчин за роман «Зона затопления».
- Премия «За серию экранизаций классики» — телеканал ВГТРК.
- Приз читательских симпатий — Гузель Яхина за роман «Зулейха открывает глаза», Анна Матвеева за книгу «Девять девяностых», Валерий Залотуха за роман «Свечка».

### 2015—2016
«Длинный список»
Итоги одиннадцатого сезона были подведены 6 декабря 2016 года в Доме Пашкова:
- Первая премия — Леонид Юзефович за роман «Зимняя дорога».
- Вторая премия — Евгений Водолазкин за роман «Авиатор».
- Третья премия — Людмила Улицкая за роман «Лестница Якова».
- Премия «За вклад в литературу» — книжная ярмарка Non/fiction.
- Приз читательских симпатий — Людмила Улицкая за роман «Лестница Якова», Мария Галина за книгу «Автохтоны», Евгений Водолазкин за роман «Авиатор».

### 2016—2017
«Длинный список»
Итоги двенадцатого сезона были подведены 12 декабря 2017 года в Доме Пашкова:
- Первая премия — Лев Данилкин за произведение «Ленин. Пантократор солнечных пылинок».
- Вторая премия — Сергей Шаргунов за произведение «Катаев. Погоня за вечной весной».
- Третья премия — Шамиль Идиатуллин за роман «Город Брежнев»[49].
- Премия «За вклад в литературу» — Виктория Токарева.
- Приз читательских симпатий — Сергей Шаргунов за произведение «Катаев. Погоня за вечной весной», Лев Данилкин за произведение «Ленин. Пантократор солнечных пылинок», Шамиль Идиатуллин за роман «Город Брежнев».

### 2017—2018
«Длинный список»
Итоги тринадцатого сезона были подведены 4 декабря 2018 года в Доме Пашкова:
- Первая премия — Мария Степанова за книгу «Памяти памяти».
- Вторая премия — Александр Архангельский за роман «Бюро проверки».
- Третья премия — Дмитрий Быков за роман «Июнь».
- Премия «За вклад в литературу» — Людмила Петрушевская.
- Премия «Литблог» — Евгения Лисицина (литературный telegram-канал greenlampbooks).
- Приз читательских симпатий — Дмитрий Быков за роман «Июнь», Олег Ермаков за книгу «Радуга и Вереск», Андрей Филимонов за «Рецепты сотворения мира».

### 2018—2019
«Длинный список»
Итоги четырнадцатого сезона были подведены 10 декабря 2019 года в Доме Пашкова:
- Первая премия — Олег Лекманов, Михаил Свердлов и Илья Симановский за книгу «Венедикт Ерофеев: посторонний»
- Вторая премия — Григорий Служитель за роман «Дни Савелия»
- Третья премия — Гузель Яхина за роман «Дети мои»
- Премия «За вклад в литературу» — Валерий Попов
- Премия «Литблог» — Мария Лебедева (публикации на платформе «Мел» и в журнале «Прочтение»)
- Приз читательских симпатий — Григорий Служитель за роман «Дни Савелия», Гузель Яхина за роман «Дети мои», Евгений Водолазкин за роман «Брисбен»
- Лауреатом премии Ozon «Особый почерк» стал Григорий Служитель за роман «Дни Савелия»

### 2019—2020
«Длинный список»
10 декабря 2020 года на торжественной церемонии в Электротеатре «Станиславский» были названы лауреаты Национальной литературной премии «Большая книга».
- Первая премия — Александр Иличевский за роман «Чертёж Ньютона»
- Вторая премия — Тимур Кибиров за роман «Генерал и его семья»
- Третья премия — Шамиль Идиатуллин за роман «Бывшая Ленина»
- Премия «За вклад в литературу» — Михаил Сеславинский и Федеральное агентство по печати и массовым коммуникациям (Роспечать)
- Приз читательских симпатий — Михаил Елизаров за роман «Земля», Дина Рубина за роман «Наполеонов Обоз», Алексей Макушинский за роман «Предместья мысли. Философическая прогулка»

### 2020—2021
«Длинный список»
9 декабря 2021 года на торжественной церемонии в Доме Пашкова объявлены лауреаты премии «Большая книга».
- Первая премия — Леонид Юзефович за роман «Филэллин»
- Вторая премия — Майя Кучерская за книгу «Лесков: Прозёванный гений»
- Третья премия — Виктор Ремизов за книгу «Вечная мерзлота»
- Премия «За вклад в литературу» — коллектив Государственного музея истории российской литературы имени В. И. Даля
- Приз читательских симпатий — Наринэ Абгарян за роман «Симон», Алексей Поляринов за роман «Риф» и Марина Степнова за роман «Сад» .

### 2021—2022
«Длинный список»
Итоги XVII сезона премии подведены 9 декабря 2022 года в Доме Пашкова.
- Первая премия — Павел Басинский за книгу «Подлинная история Анны Карениной»
- Вторая премия — Алексей Варламов за биографию «Имя Розанова»
- Третья премия — Сергей Беляков за книгу «Парижские мальчики в сталинской Москве»
- Премия «За вклад в литературу» — Институт прикладной астрономии РАН
- Приз читательских симпатий — Гузель Яхина за роман «Эшелон на Самарканд», Павел Басинский за книгу «Подлинная история Анны Карениной», Анна Матвеева за роман «Каждые сто лет».
- Документальный роман Сергея Белякова «Парижские мальчики в сталинской Москве» стал обладателем специального приза «Выбор поколения», учреждённого премией «Большая книга» в 2022 году с целью популяризации современной прозы в молодёжной среде и повышения интереса к отечественной литературе[55].

### 2022—2023
«Длинный список»
Лауреаты XVIII сезона Национальной литературной премии «Большая книга» объявлены 5 декабря 2023 года в Доме Пашкова во время торжественной церемонии:
- Первая премия — Евгений Водолазкин за роман «Чагин»
- Вторая премия — Юрий Буйда за роман «Дар речи»
- Третья премия — Алексей Сальников за роман «Оккульттрегер»
- Специальный приз «За вклад в литературу» — Фонд социально-экономических и интеллектуальных программ Сергея Филатова (Фонд СЭИП)
- Призы читательских симпатий:
  - Первое место — Захар Прилепин за книгу «Шолохов. Незаконный»
  - Второе место — Дмитрий Захаров за роман «Комитет охраны мостов»
  - Третье место — Эдуард Веркин за двухтомник «снарк. снарк: Чагинск. Снег Энцелада»
- Специальный приз «Выбор поколения» от студенческого жюри — Оксана Васякина за книгу «Роза»
- Премия «_Литблог» — Анастасия Шевченко за блог «Заметки панк-редактора»

### 2023—2024
«Длинный список»
Лауреаты XIX сезона Национальной литературной премии «Большая книга» объявлены 5 декабря 2024 года в Доме Пашкова во время торжественной церемонии:
- Первая премия — Алексей Варламов за роман «Одсун»
- Вторая премия — Михаил Шемякин за автобиографию «Моя жизнь: до изгнания»
- Третья премия — Захар Прилепин за сборник рассказов «Собаки и другие люди»
- Специальный приз «За вклад в литературу» — Киноконцерн «Мосфильм»
- Призы читательских симпатий:
  - Первое место — Наталья Илишкина за роман «Улан Далай»
  - Второе место — Яна Вагнер за роман «Тоннель»
  - Третье место — Дарья Бобылёва за роман «Магазин работает до наступления тьмы»
- Специальный приз «Выбор поколения» от студенческого жюри — Надя Алексеева за роман «Полунощница»
- Премия «_Литблог» — Елена Нещерет за блог «Марселизация»

## Оценки
Иронизируя по поводу присуждения «Большой книги» разрекламированному роману Гузели Яхиной «Зулейха открывает глаза», представляющему, по его мнению, «смесь клюквы и баланды», критик «Литературной газеты» Владимир Артамонов указал: «Победа очередного антисоветского произведения в премии, именующей себя национальной, — это яркий пример того, что тиражируемая сегодня литература всё больше отдаляется от думающего читателя, становится инструментом политики или способом достижения прибыли».
Писатель Юрий Поляков обратил внимание на то, что непременным элементом популярного романа и требованием литпремии стало так называемое «отчизноедство». Среди лауреатов премий «Русский Букер», «Ясная Поляна» и «Большая книга» — авторы, отвечающие цели учредителей «преодолеть» советское мировоззренческое наследство. «Отбирали на этот „нью-олимп“, исходя из антисоветизма кандидата, а ещё лучше — русофобии, на худой конец довольствовались социальной апатией. Книги, исполненные веры в Отечество, здорового отношения к миру, отсеиваются на дальних подступах как неприличные», — отметил он. В одном из интервью он отмечал: «меня пригласили стать сопредседателем литературного конкурса „Большая книга“. Я согласился, чтобы понять, на каком этапе отсекается нормальная литература и почему в „короткий список“ выходят люди, чьи произведения, за редким исключением, просто невозможно читать. <…> Всё упирается в экспертную группу, которая уже на первичной стадии из всего присланного отсеивает всё, что не подпадает под постмодернистский канон, под антипатриотизм и т. п. В итоге лауреатами становятся совершенно случайные люди, которые забываются буквально через год-два».. Пресс-служба премии обвиняла Полякова в том, что он критикует решения жюри и вредит репутации премии, однако не пользуется возможностью выдвинуть литературные произведения на рассмотрение, а поэтому его из состава жюри следует исключить.
Критик Михаил Трофименков в обозрении короткого списка «Большой книги» 2020 года отметил, что «ряды авторов, считающих СССР адом земным, тем временем не редеют. Поэт Тимур Кибиров в душераздирающем романе о советском генерале Бочажке, после долгих мук отпустившем дочь в 1970-х годах в Израиль, зачем-то подробно пересказывает давным-давно известную переписку Михаила Шолохова со Сталиным и, что печальнее, такой безответственный источник, как брошюру Сергея Мельгунова „Красный террор в России“». Сравнивая премии «Большая книга» и «Национальный бестселлер», Трофименков указал, что их роднит «обилие произведений, которые можно отнести в широком смысле слова к „метафизическому“ или „магическому реализму“. Ну или претендующие, грубо говоря, на жанр „приключения идей“. То есть страдающие никак не брутальностью, а, напротив, болезненной интеллигентностью».
Рассуждая о том, почему подведение итогов 2020 года вызвало ряд недоумений у тех, кто следил за премией, литературный критик Михаил Визель предположил, почему так получилось, что народное голосование разошлось по всем трем позициям с голосованием экспертным, и с голосованием Литературной академии в составе более 100 человек: «Я себе могу объяснить это тем, что академия вспомнила о том, что функция большой, весомой премии не только в том, чтобы фиксировать народные чаяния и интересы, но в том, чтобы их в какой-то степени направлять, корректировать и привлекать внимание к тем произведениям, которые, на взгляд экспертов, народного внимания не добирают. И конечно, роман Александра Иличевского „Чертеж Ньютона“ из числа таких произведений»". Александру Иличевскому присудили первое место за роман «Чертеж Ньютона». Тимур Кибиров с романом «Генерал и его семья» занял второе место. На третьем — писатель Шамиль Идиатуллин с романом «Бывшая Ленина». "Не буду скрывать, всеобщим фаворитом был роман Михаила Елизарова «Земля», который действительно выделялся, — отметил Михаил Визель, — на мой взгляд, среди представленных на соискание премии этого года произведений и который уже одну весомую премию получил — «Национальный бестселлер».